# Nazarite
Nazario S. López «Nazarite» fue un periodista, publicista y escritor español.

## Biografía
Habría nacido en la calle de Media Luna, en Arenas de San Pedro. Católico social, durante la Segunda República colaboró en Aspiraciones, semanario de las derechas dirigido por Carmen Velacoracho de Lara, y en Boina Roja. Delegado de prensa tradicionalista en Arenas de San Pedro, en 1936 publicó Marxismo, judaísmo y masonería, donde Nazarite elaboraba un alegato a favor de la inclusión de España en el bloque del fascismo en contra de una pretendida alianza entre «marxistas, judíos y masones», en el que afirmaba que judíos y masones estaban «conflagrados contra el Cristianismo y la civilización católica» y donde no encontró peros a la política de la Alemania nazi contra la «avalancha judáica». Fue colaborador del Diario de Ávila.

## Obras
- — (1936). Apuntes de la Guerra Civil Española (volumen I - colección "Hechos de la Historia Contemporánea"). Ávila: Imprenta Católica y Enc. Sigirano Díaz.[6]
- — (1936). Marxismo, judaísmo y masonería. Folleto social. Ávila: Establecimiento Tipográfico de Nicasio Medrano.[7]
- — (ca. 1939). Páginas guerreras. Zarauz: Icharopena.[8]
- — (1948). Anuario taurino. Badajoz.[9]
- — (1951). Ávila, Arenas de San Pedro y su comarca. Sierra de Gredos.[10]
- — (1951). Triunfa el amor.[5]
- — (1953). Semblanzas carlistas (recuerdos patrióticos). Ediciones Rumbos.[11]
- — (1977). Semblanzas arenenses y mis cuentos. Caja Central de Ahorros y Prestamos de Ávila.[12]